# 失壓續跑胎

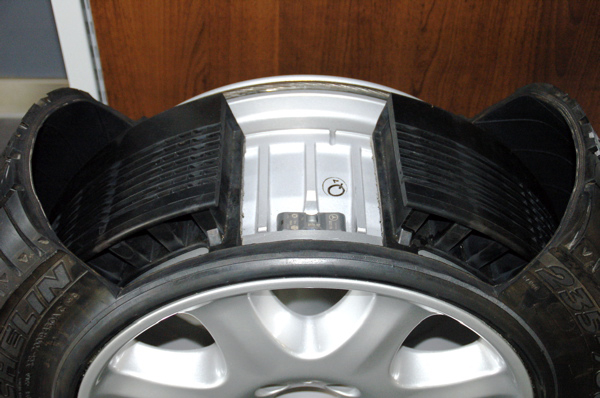
內藏支撐環的防爆輪胎

失壓續跑胎（英語：Run-flat tire），或稱防爆輪胎，是車輛輪胎的一種，這種輪胎強化了胎壁，在喪失原有胎壓之後，仍可讓安裝此種輪胎的車輛繼續以一定速度內（通常在時速80公里以下）行駛數十公里至一兩百公里，而讓駕駛人找到可修理或更換輪胎的店家。BMW自2000年代起差不多全線車款已經使用防爆輪胎。

## 歷史

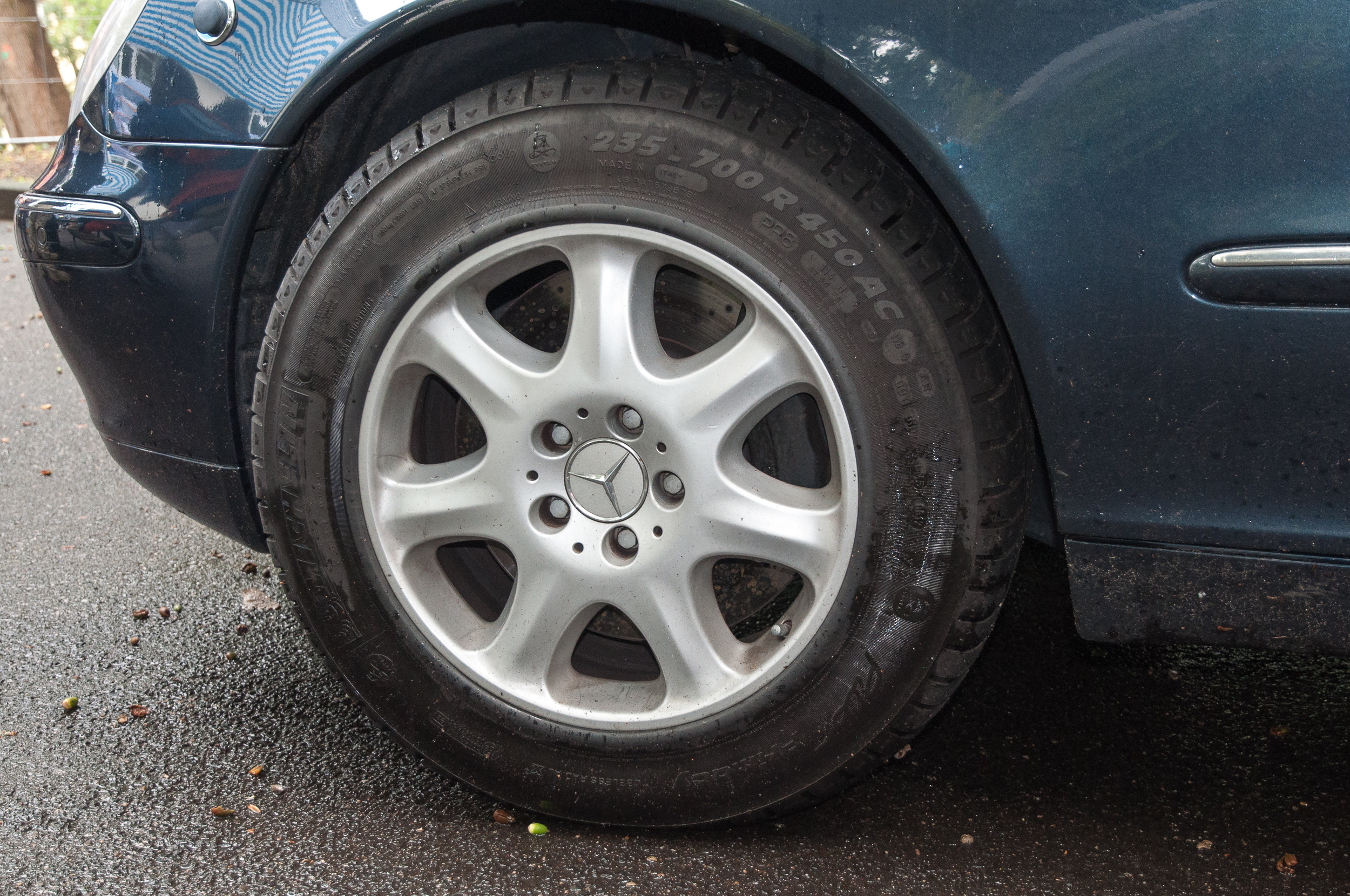
米其林PAX失壓續跑胎

第一代的防爆輪胎於1930年代已推出市面，輪胎為雙層的設計，外胎與一般車胎無異，內胎以雙重的物料織成，兩者之間由空氣分隔，防止相互磨擦造成的損耗。外胎被刺穿後，內胎依然能夠運作一段時間。
1934年米芝蓮參考了路軌列車的技術，研製出一種使用安全輪圈的車胎，刺破後車胎內的專用泡沫塑膠襯裡可以提供短暫的承托。該輪胎被宣傳為「半防彈」胎，並搭載於軍用車輛及解款車之中。由於造價昂貴，所以一直未有普及。
在1950及70年代，佳士拿伙拍固特異及鄧祿普分別開發出自家品牌的防爆輪胎。
2000年代初，防爆輪胎開始成熟，各車廠紛紛為他們部分高性能的車款於出廠時附上防爆輪胎，當中以BMW最為積極，以防爆輪胎替代備用輪胎，清空車尾廂空間。
2010年代，技術得以改進，防爆輪胎於輕型卡車和客車已頗為常見。

## 好處
- 安全－不會因高速行駛間爆胎而失控
- 不須後備輪胎－爆胎後依然可以行駛一段較長的距離
- 騰空車尾廂空間，減輕整體車重，改善油耗

## 壞處
- 較普通輪胎昂貴
- 路感偏硬
- 胎紋款式選擇較少

## 標記
以下是各大輪胎品牌防爆輪胎的標記：
| 品牌     | 標記 | 全寫                              |
| -------- | ---- | --------------------------------- |
| 普利司通 | RFT  | RunFlat Tyres                     |
| 倍耐力   | r-f  | RunFlat                           |
| 德國馬牌 | SSR  | Self Supporting Runflat tyres     |
| 固特異   | EMT  | Extended Mobility Technology      |
| 鄧祿普   | DSST | Dunlop Self-Supporting Technology |
| 米其林   | ZP   | Zero Pressure                     |
| 橫濱     | ZPS  | Zero Pressure System              |
| 東洋     | TRF  | Toyo Run Flat                     |
| 南港     | ZPMS | Zero Pressure Mobility System     |